# エレファントポロ

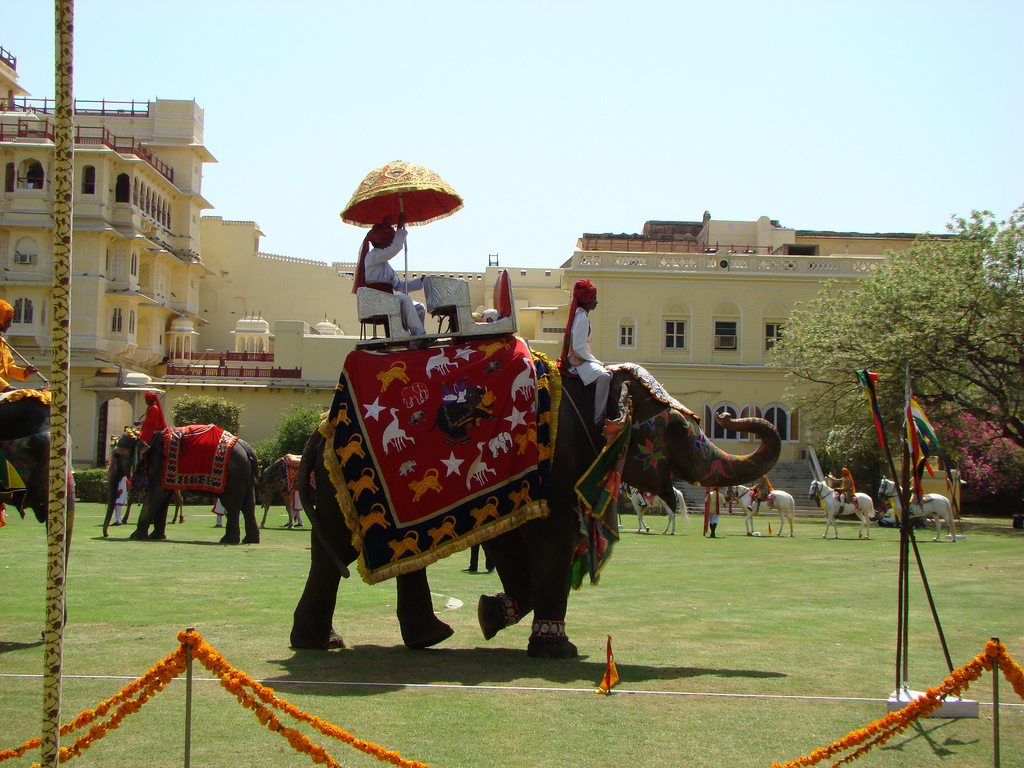
エレファントポロ

エレファントポロ（Elephant Polo）は象を用いたポロの一種である。主にネパール、スリランカ、インドのラージャスターン州、およびタイで行われている。使用ボールは一般的なポロと同じであるが、マレットは象の大きさを考慮して6～9フィートの長さの竹の棒を用いる。競技場の長さも象の走力を考慮して一般的なポロの4分の3程度である。マハウトと呼ばれる象使いとプレイヤーによる2名が1頭の象に騎乗して、プレイヤーはマハウトに象の動きを指示し、マレットでボールを打つ。
エレファントポロは20世紀初めにインドで始まったスポーツであるが、現在の競技形式としてはネパールで始まったとされる。現在は世界エレファントポロ協会（World Elephant Polo Association）による世界大会が毎年行われている。